# Xiao Chen Tao
Xiao Chen Tao, död 1100-talet f.Kr., var en kinesisk prinsessa och minister. 
Hon var dotter till kung Shang Wu Ding av Shangdynastin. Hennes far utnämnde henne till minister (xiao chen). Inte mycket är känd om hennes politiska verksamhet, men det faktum att hon är bekräftad som utnämnd till minister visar kvinnors höga status under Shangdynastin.